# کوبینکا
کوبینکا (به روسی: Ку́бинка) شهری‌است در استان مسکو در روسیه، واقع در ۶۳ کیلومتری غرب شهر مسکو.
پایگاه هوایی کوبینکا در این شهر واقع شده‌است.

## نگارخانه

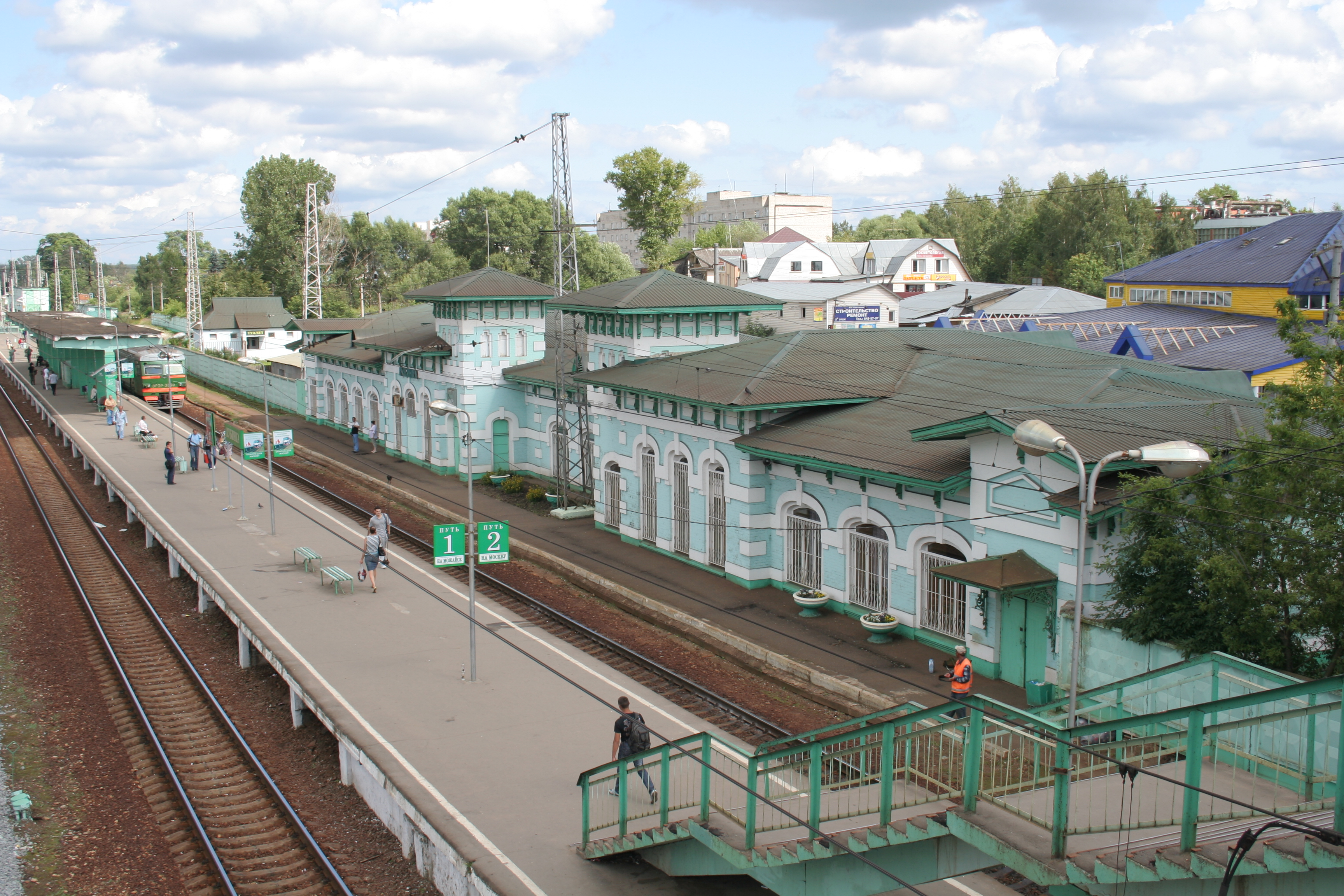
ایستگاه کوبینکا